# START II
L'accordo START II (Strategic Arms Reduction Treaty)  è stato siglato il 3 gennaio 1993 tra il presidente statunitense George H. W. Bush e quello russo Boris El'cin. Con esso è stato bandito l'uso dei MIRV (Multiple independently-targetable reentry vehicle, sistemi di trasporto e lancio multiplo di testate).
Ratificato dapprima il 26 gennaio 1996 dal senato degli Stati Uniti, è rimasto in sospeso per alcuni anni alla Duma di Stato russa, che lo ratificò il 14 aprile 2000 vincolandolo all'intoccabilità del trattato ABM.
Il 13 dicembre 2001 George W. Bush annunciò il ritiro degli Stati Uniti dal trattato ABM con i 6 mesi di anticipo richiesti dal trattato, e la Russia replicò il 14 giugno 2002 ritirandosi dallo START II.
START II è stato ufficialmente superato dall'accordo SORT, siglato dai presidenti George W. Bush e Vladimir Putin il 24 maggio 2002, col quale le parti abbandonano la logica dei trattati precedenti - con le loro accurate limitazioni al numero di armi specifiche - e impegnano invece entrambi i loro stati ad una riduzione unilaterale indipendente del numero totale delle testate.

## Impatto dei MIRV
I MIRV sono considerati destabilizzanti poiché rendono vantaggioso per chi li possiede il first strike. Un missile intercontinentale dotato di MIRV può trasportare dalle 3 alle 12 testate nucleari, indirizzando ciascuna su un obiettivo separato; se usato dunque in un first strike, permetterebbe la distruzione simultanea di più siti missilistici, inibendo la risposta dell'avversario.
Sia l'SS-18 sovietico che il LGM-118 Peacekeeper statunitense erano in grado di portare 10 testate ciascuno.

## Negoziati
Gli accordi iniziarono il 17 giugno 1992 con la firma di una 'intesa congiunta' da parte dei due presidenti. La firma ufficiale del trattato avvenne il 3 gennaio 1993. Fu ratificato dal Senato degli Stati Uniti il 26 gennaio 1996 con 87 voti favorevoli e 4 contrari. La ratifica russa rimase invece ferma per anni alla Duma: la ratifica fu posposta varie volte in segno di protesta contro gli interventi militari statunitensi in Iraq e in Kosovo, nonché contro l'espansione nell'Europa orientale della NATO.
Col passare del tempo perse di interesse per le parti; gli Stati Uniti iniziarono a premere per una modifica del trattato ABM per poter sviluppare una tecnologia anti-missile (il cosiddetto "scudo spaziale"), modifica che incontrò il netto rifiuto russo.
Lo START II non divenne mai effettivo. Il 14 aprile 2000 la Duma di Stato ratificò finalmente il trattato, gesto principalmente simbolico dato che la ratifica fu subordinata al mantenimento del trattato ABM e dunque del longevo principio della mutua distruzione assicurata. Nello specifico la ratifica russa fu subordinata alla ratifica da parte del Senato degli Stati Uniti di un'appendice allo START II del settembre 1997, che includeva dichiarazioni sulla distinzione tra missili difensivi tattici e strategici. Questa ratifica incontrò resistenza nel Senato USA, che si oppose a misure a supporto del trattato ABM.

## Il SORT sostituisce lo START II
Nel 2001 il Presidente George W. Bush mise in moto un piano per ridurre il numero di missili del suo paese da 6000 a un numero compreso tra 1700 e 2200.
Dunque il trattato START II fu ufficialmente sorpassato dal SORT, discusso da George W. Bush e Vladimir Putin al loro summit di novembre 2001, e firmato al Summit di Mosca il 24 maggio 2002. entrambe le parti concordarono sul ridurre il numero di missili balistici intercontinentali ad un numero compreso tra 1700 e 2200 entro il 2012.
Il 13 giugno 2002 gli Stati Uniti d'America si ritirarono dal trattato ABM, e il giorno successivo la Russia annunciò che non si sarebbe più considerata vincolata dallo START II. Entrambe le nazioni continuarono a perseguire i propri obiettivi: la Russia possiede ad oggi 54 SS-18 Satan con 10 testate ciascuno, 40 SS-19 Stiletto con 6 testate ciascuno e 24 RS-24 Jars con 3 testate ciascuno.Gli Stati Uniti svilupparono il sistema Ground-Based Midcourse Defense (GMD) per proteggersi da attacchi ICBM su piccola scala.
Nell'ottobre 2002 gli Stati Uniti iniziarono a ritirare unilateralmente i propri MIRV (inclusi i missili LGM-118 Peacekeeper), operazione conclusa il 19 settembre 2005. I Minuteman III sono attualmente (2011) gli unici ICBM basati a terra operativi degli Stati Uniti.